# Gvardéiskoie (Txetxènia)
|  | Per a altres significats, vegeu «Gvardéiskoie». |

Gvardéiskoie (en rus: Гвардейское) és un poble de la república de Txetxènia, a Rússia, segons el cens del 2022 tenia 8.420 habitants.